# دوماتووکو
دوماتووکو (به لهستانی:  Domatówko) یک روستا در لهستان است که در گمینا پوتسک واقع شده‌است. دوماتووکو ۴۰۷ نفر جمعیت دارد.